# Otmuchów (gemeente)
De gemeente Otmuchów is een stad- en landgemeente in het Poolse woiwodschap Opole, in powiat Nyski.
De zetel van de gemeente is in Otmuchów.
Op 30 juni 2004 telde de gemeente 14 338 inwoners.

## Oppervlakte gegevens
In 2002 bedroeg de totale oppervlakte van gemeente Otmuchów 188,23 km², waarvan:
- agrarisch gebied: 71%
- bossen: 6%

De gemeente beslaat 15,38% van de totale oppervlakte van de powiat.

## Demografie
Stand op 30 juni 2004:
| Omschrijving                   | Totaal | Totaal | Vrouwen | Vrouwen | Mannen | Mannen |
| ------------------------------ | ------ | ------ | ------- | ------- | ------ | ------ |
| eenheid                        | aantal | %      | aantal  | %       | aantal | %      |
| inwoners                       | 14 338 | 100    | 7317    | 51      | 7021   | 49     |
| bevolkingsdichtheid (inw./km²) | 76,2   | 76,2   | 38,9    | 38,9    | 37,3   | 37,3   |

In 2002 bedroeg het gemiddelde inkomen per inwoner 1228,91 zł.

## Administratieve plaatsen (sołectwo)
Broniszowice,
Buków,
Goraszowice,
Grądy (przysiółki Laskowice, Pasieki, dorp Rysiowice),
Janowa,
Jarnołtów,
Jasienica Górna,
Jodłów,
Kałków,
Kijów,
Kwiatków,
Lasowice,
Ligota Wielka,
Lubiatów,
Łąka,
Maciejowice,
Malerzowice Małe,
Meszno,
Nadziejów (przysiółek Kamienna Góra,
Nieradowice,
Piotrowice Nyskie (przysiółek Krakówkowice),
Ratnowice, Sarnowice,
Siedlec, Suszkowice,
Starowice, Śliwice, Ulanowice, Wierzbno (przysiółek Zwierzyniec), Wójcice, Zwanowice.

## Aangrenzende gemeenten
Głuchołazy, Kamiennik, Nysa, Paczków, Pakosławice, Ziębice. De gemeente grenst aan Tsjechië.